# Estrella de Wolf-Rayet

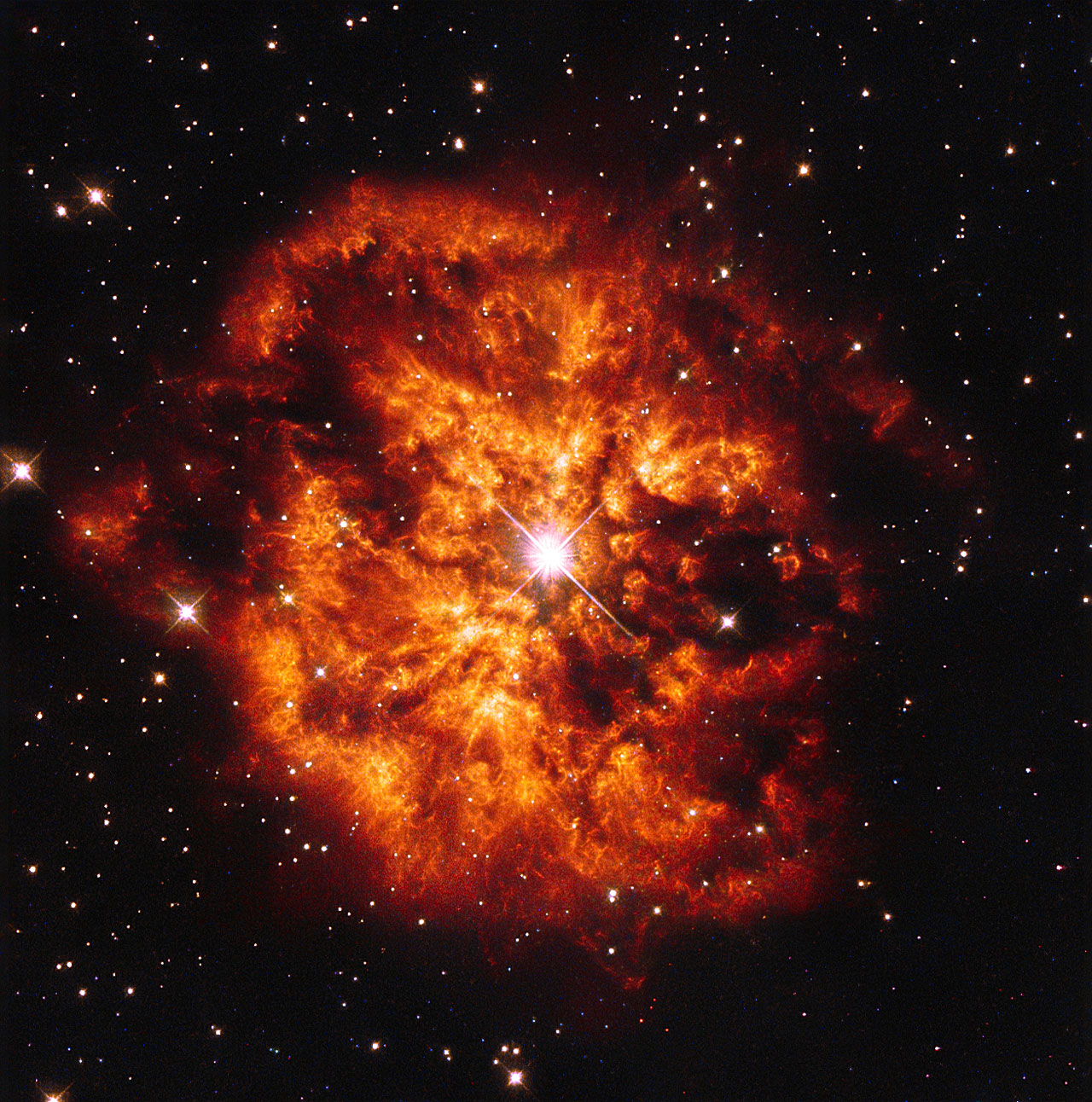
Estrella de Wolf-Rayet

Las estrellas de Wolf-Rayet o estrellas Wolf-Rayet (abreviadas frecuentemente como WR o W-R) son estrellas masivas (con más de 20-30 masas solares), calientes y evolucionadas que sufren grandes pérdidas de masa debido a intensos vientos estelares.

## Características y clasificación
Este tipo de estrellas tienen temperaturas superficiales de entre 35 000 y 50 000 K (en algunos casos incluso más), elevadas luminosidades, y son muy azules, con su pico de emisión situado en el ultravioleta. Sus espectros muestran bandas de emisión brillantes correspondientes a hidrógeno o helio ionizado que se presentan como halos brillantes —los cuales son relativamente escasos—. La superficie estelar también presenta líneas de emisión anchas de carbono, nitrógeno y oxígeno. Constituyen el tipo espectral W, el cual se divide a su vez en tres tipos: WN (si abunda el nitrógeno, que se explica por la presencia en la superficie estelar de elementos que han intervenido en el ciclo CNO), y WC y WO (si abunda el carbono y si abunda el oxígeno respectivamente; el segundo es mucho más raro y en ambos casos, la presencia de dichos elementos se interpreta como la presencia en la fotosfera de productos del proceso triple alfa). Las estrellas Wolf-Rayet más brillantes son del primer tipo.
A menudo suelen formar parte de sistemas binarios en los cuales la otra estrella suele ser también una estrella masiva de tipo espectral O y B, o bien, en unos pocos casos, un objeto colapsado como una estrella de neutrones o un agujero negro. 
La estrella más brillante de este tipo es Gamma-2 Velorum, de magnitud aparente 1,9 y situada en la constelación de Vela.
Las galaxias de Wolf-Rayet son galaxias con un elevado número de estrellas de tipo WR, como por ejemplo NGC 4214.

## Historia de la observación

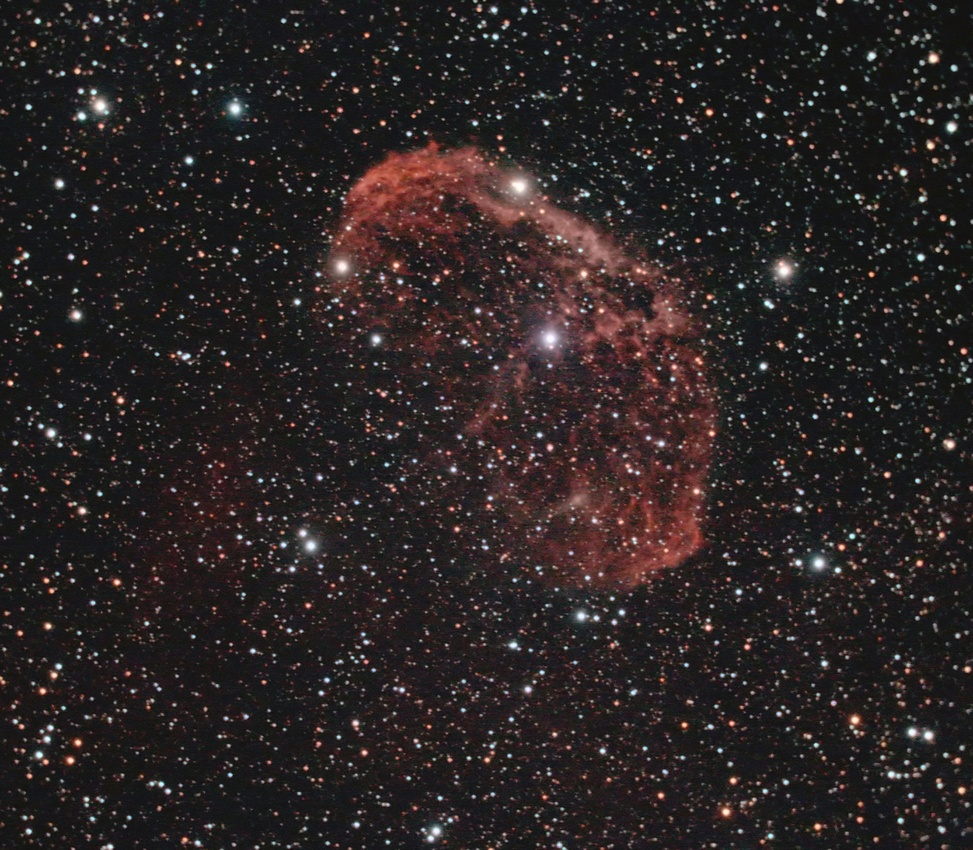
WR 136, una estrella WN6 en la que la atmósfera desprendida durante la fase de supergigante roja ha sido sacudida por los vientos calientes y rápidos de la WR para formar una nebulosa de burbujas visible.

Fueron descubiertas por los astrónomos franceses Charles Wolf y Georges Rayet, quienes identificaron en la constelación del Cisne tres estrellas peculiares con bandas de emisión brillantes y colores amarillos. Las estrellas WR se identifican mediante las iniciales WR y un número (por ejemplo WR 104). El proceso ha sido el siguiente:
En 1867, utilizando el telescopio de Foucault de 40 cm del Observatorio de París, los astrónomos Charles Wolf y Georges Rayet descubrieron tres estrellas en la constelación Cygnus (HD 191765, HD 192103 y HD 192641, ahora designadas como WR 134, WR 135 y WR 137 respectivamente) que mostraban bandas de emisión anchas en un espectro por lo demás continuo.
La mayoría de las estrellas sólo muestran línea de absorción o bandas en sus espectros, como resultado de elementos superpuestos que absorben la energía de la luz en frecuencias específicas, por lo que estos eran claramente objetos inusuales.
La naturaleza de las bandas de emisión en el espectro de una estrella Wolf-Rayet fue un misterio durante varias décadas. E. C. Pickering teorizó que las líneas estaban causadas por un estado inusual del hidrógeno, y se descubrió que esta «serie Pickering» de líneas seguía un patrón similar a la serie Balmer, cuando se sustituían por números cuánticos semienteros. Más tarde se demostró que estas líneas eran el resultado de la presencia de helio, elemento químico que acababa de ser descubierto en 1868.
Pickering observó similitudes entre los espectros de Wolf-Rayet y los espectros nebulares, y esta similitud llevó a la conclusión de que algunas, o todas las estrellas Wolf-Rayet, eran las estrellas centrales de las nebulosas planetarias.
Hacia 1929, la anchura de las bandas de emisión se atribuía al ensanchamiento Doppler, y por tanto, a que el gas que rodeaba a estas estrellas debía moverse con velocidades de 300-2400 km/s a lo largo de la línea de visión. La conclusión fue que una estrella Wolf-Rayet expulsa continuamente gas al espacio, produciendo una envoltura de gas nebuloso en expansión. La fuerza que expulsa el gas a las altas velocidades observadas es la presión de radiación.
Era bien sabido que muchas estrellas con espectros de tipo Wolf-Rayet eran las estrellas centrales de nebulosas planetarias, pero también que muchas no estaban asociadas a una nebulosa planetaria obvia, ni a ninguna nebulosidad visible en absoluto.
Además del helio, Carlyle Smith Beals identificó líneas de emisión de carbono, oxígeno y nitrógeno en los espectros de las estrellas Wolf-Rayet.
En 1938, la Unión Astronómica Internacional clasificó los espectros de las estrellas Wolf-Rayet en los tipos WN y WC, dependiendo de si el espectro estaba dominado por líneas de nitrógeno o de carbono-oxígeno, respectivamente.
En 1969, varias CSPNe con fuertes líneas de emisión de O VI se agruparon bajo una nueva «secuencia O VI», o simplemente de tipo OVI. Posteriormente, se denominaron estrellas [WO]. Poco después se describieron estrellas similares no asociadas a nebulosas planetarias y la clasificación WO se adoptó finalmente también para las estrellas WR de población I.
La comprensión de que ciertas estrellas WN tardías, y a veces no tan tardías, con líneas de hidrógenos en sus espectros, se encuentran en una etapa de evolución diferente de las estrellas WR libres de hidrógeno, ha llevado a la introducción del término WNh para distinguir estas estrellas en general de otras estrellas WN. Anteriormente se denominaban estrellas WNL, aunque hay estrellas WN de tipo tardío sin hidrógeno, así como estrellas WR con hidrógeno tan tempranas como la WN5.

## Causas del comportamiento
En 1929, se determinó que la anchura de las líneas de emisión está causada por un intenso efecto Doppler producido en los fuertes vientos de eyección. En la década de 1970, se sugirió que las estrellas WR podían haber perdido sus envolturas ligeras de hidrógeno dejando al descubierto los núcleos ricos en helio. En la actualidad, se piensa que este proceso comienza cuando la estrella ha generado suficientes elementos pesados (carbono y oxígeno) en su núcleo, y que parte de estos elementos han alcanzado la superficie estelar. En ese momento disminuye la habilidad de la estrella para radiar la energía producida en su interior. Como consecuencia, la intensidad del viento estelar aumenta hasta acabar por mostrar las capas interiores del astro, más calientes y donde las reacciones nucleares han modificado la composición de la estrella; en las estrellas WN se pueden apreciar las capas en las que se ha producido la fusión de hidrógeno en helio y en las WC, aquellas en las que se ha realizado la fusión del helio en carbono y oxígeno.
Es posible también que el hecho de que bastantes estrellas de tipo Wolf-Rayet pertenezcan a sistemas dobles, donde la otra estrella es también muy masiva —de tipo espectral O y B— pueda tener algo que ver en su génesis. 
Las tasas de pérdida de material por el fuerte viento estelar pueden ser tan elevadas como 10-5 o 10-6 masas solares por año.
Muchas estrellas WR se encuentran en el centro de nebulosas (que no deben confundirse con las nebulosas planetarias) formadas presumiblemente a partir del material eyectado. Se considera igualmente que las estrellas de Wolf-Rayet son las precursoras de supernovas. Estas estrellas son muy infrecuentes, habiéndose detectado algo más de 200 estrellas WR en la Vía Láctea, muchas de ellas concentradas en la región del centro galáctico.

## Evolución
Las estrellas Wolf-Rayet proceden de las estrellas más masivas y brillantes de todas las estrellas de tipo espectral O, en algunos casos tras pasar a través de la fase de variable luminosa azul. Dichas estrellas poseen vientos estelares tan potentes que conllevan una rápida pérdida de masa, hasta que se produce el fenómeno anterior y que acelera aún más la pérdida de masa, de modo que al final de la vida de una estrella con masa inicial de unas 100 masas solares puedan quedar solo unas 8 masas solares.
La masa mínima que puede tener una estrella para convertirse en una Wolf-Rayet varía según los diversos modelos de evolución estelar utilizados, pero un artículo reciente establece, para el caso de estrellas sin rotación, unas 37 masas solares, y para las que rotan, 22 masas solares.
Una estrella Wolf-Rayet empieza siendo de tipo espectral WN tardío (WN9). Dichas estrellas son bastante parecidas en luminosidad y temperatura a sus progenitoras. Al ir perdiendo masa, la estrella se va empequeñeciendo y, aunque su temperatura vaya aumentando al ir mostrando capas internas más calientes —en las que se encuentran materiales procesados por las reacciones nucleares que se producen en su interior y que dan lugar a su espectro— mientras se va desplazando a tipos espectrales más tempranos (WN8, WN7, WN6, WN5...), dicho aumento de temperatura no es suficiente para compensar la disminución de tamaño, de modo que la luminosidad de la estrella disminuye (a diferencia de lo que ocurre en estrellas poco masivas como el Sol, que en sus estadios finales de evolución son más brillantes que en los iniciales). Llega un momento en que la estrella se convierte en una Wolf-Rayet rica en carbono (WC) o en oxígeno (WO), que acaba por estallar como supernova o como un brote de rayos gamma.
Debido a que el tiempo de vida de las estrellas, incluso las más masivas y de muy corta vida, es muy superior a la de la vida humana, el estudio de su evolución es un tema de investigación muy activo que requiere el uso de modelos de ordenador y abundantes observaciones, por lo que hay numerosos estudios tratando de descifrarla; algunas ideas de la evolución de las estrellas de alta masa son las que siguen (sin incluir las hipergigantes amarillas, que se consideran procedentes de las supergigantes rojas, así como que los efectos de la metalicidad que pueden cambiar lo descrito aquí):
Para estrellas de más de ~60 masas solares:
- O → WN (rica en hidrógeno) → WN (pobre en hidrógeno) → WC tardía → WC temprana → SN

Para estrellas de entre 40 y 60 masas solares:
- O → VLA → WN (rica en hidrógeno) → WN (pobre en hidrógeno) → WC temprana → SN

Para estrellas de entre 25 y 40 masas solares:
- O → SGA → SGR → SGA → WN (pobre en hidrógeno) → WC temprana → SN

Para estrellas de menos de 25 masas solares:
- O → SGA → SGR → SGA → SGR → SN

Ó bien:
- O → SGA → SGR → SGAm → SN

Otros escenarios evolutivos sugeridos posteriormente son:
Para estrellas de más de ~75 masas solares:
- O → WN (rica en hidrógeno) → VLA → WN (pobre en hidrógeno) → WC → SN Ic

Para estrellas de entre 40 y 75 masas solares:
- O → VLA → WN (pobre en hidrógeno) → WC → SN Ic

Para estrellas de entre 25 y 40 masas solares:
- O → VLA → WN (pobre en hidrógeno) → SN Ib

Ó bien:
- O → SGR → WN (pobre en hidrógeno) → SN Ib

El escenario propuesto más recientemente (en 2012) es:
Para estrellas de entre 8 y 15 masas solares:
- OB → SGR → SNIIp

Para estrellas de entre 15 y 20 masas solares:
- OB → SGR → SGA → SNIIl

Para estrellas de entre 20 y 45 masas solares:
- O → SGR → WN (pobre en hidrógeno) → WC →SNIb/c

Para estrellas de entre 45 y 60 masas solares:
- O → WNL (rica en hidrógeno) → VLA/WN (pobre en hidrógeno)?→ WO → SNIb/c

Para estrellas de más de 60 masas solares:
- O → Of/WN (rica en hidrógeno) ↔VLA [→ WN (rica en hidrógeno)] →SNIIn

## Nebulosas

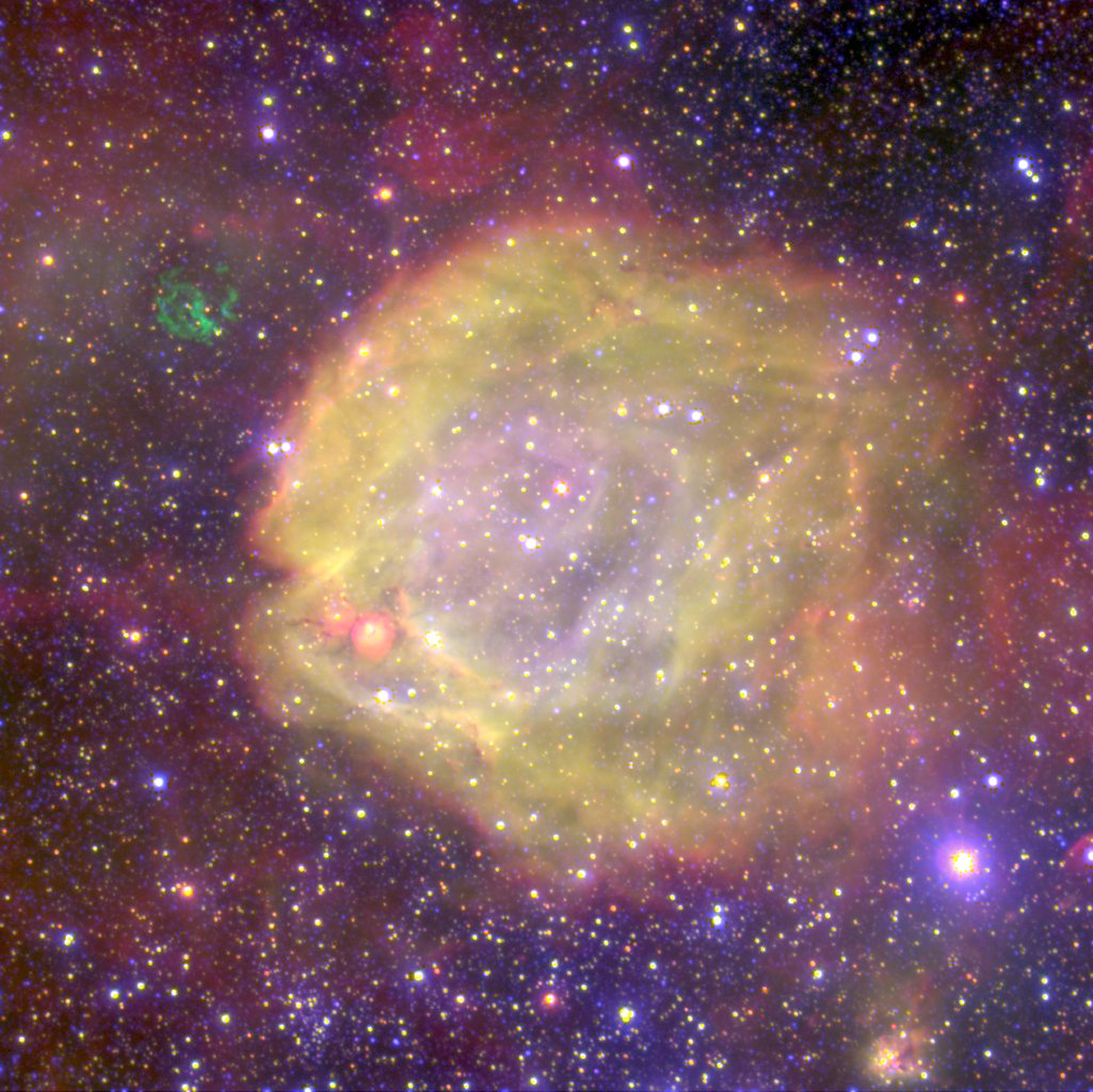
AB7 produce una de las nebulosas de mayor excitación de las Nubes de Magallanes.

Una proporción significativa de estrellas WR están rodeadas de nebulosidad asociada directamente con la estrella, no sólo la nebulosidad de fondo normal asociada con cualquier región de formación de estrellas masivas, y no una nebulosa planetaria formada por una estrella post-AGB. La nebulosidad presenta una variedad de formas y su clasificación ha sido difícil. Muchas fueron catalogadas originalmente como nebulosas planetarias y, a veces, sólo un cuidadoso estudio en múltiples longitudes de onda puede distinguir una nebulosa planetaria alrededor de una estrella post-AGB de baja masa de una nebulosa de forma similar alrededor de una estrella más masiva con núcleo de helio.